# Dale Begg-Smith
Dale Begg-Smith (n. 18 ianuarie 1985, Vancouver, British Columbia, Canada) este un sportiv ce a reprezentat Australia, medaliat olimpic. A participat la 3 ediții ale Jocurilor Olimpice (2006, 2010, 2014) în care a câștigat o medalie de aur și o medalie de argint.